# Jambo Papan
Jambo Papan is een bestuurslaag in het regentschap Aceh Selatan van de provincie Atjeh, Indonesië. Jambo Papan telt 621 inwoners (volkstelling 2010).